# Amestris
Amestris o Amastris (VI secolo a.C. – V secolo a.C.) è stata moglie del re Serse I di Persia e madre del re Artaserse I di Persia.
Ha una pessima reputazione tra gli storici dell'Antica Grecia.

## Biografia
Amestris era la figlia di Otanes, uno dei sette congiurati che uccise il re persiano ribelle Gaumata (22 settembre 522 a.C.). Dopo questo avvenimento, Dario I di Persia salì al trono. Secondo il ricercatore greco Erodoto (V secolo a.C.), Otanes fu onorato con un matrimonio diplomatico. Il nuovo re sposò la figlia di Otanes, Phaedymia, e Otanes sposò una sorella di Dario, che diede alla luce Amestris.
Quando Dario morì nel 486 a.C., Amestris era sposata con il principe ereditario, Serse, col quale era sposata da trent'anni. Erodoto descrive la regina consorte Amestris come una crudele despota. 
(Erodoto, Storie 7,114)
Non è chiaro cosa si cela dietro questa strana storia. In base a documenti noti, i sacrifici umani non erano ammessi all'interno della religione persiana. D'altra parte, il dio sotterraneo può essere identificato con Angra Mainyu, 'lo spirito ostile', che era l'eterno nemico del supremo dio Ahura Mazdā.
Secondo un racconto di fiabe orientali raccontate da Erodoto, Amestris era una donna molto gelosa. Quando Serse fece ritorno dalle guerre persiane, si innamorò della moglie di uno dei suoi figli, il principe ereditario Dario, Artaynte. In cambio dei suoi favori, chiese un mantello speciale che Amestris aveva fatto per Serse. Quando la regina vide la nuora sfilare in abito reale, capì quello che stava succedendo, e ordinò che la madre di Artaynte fosse mutilata. (Erodoto non offre alcuna spiegazione convincente.) Il padre di Artayntes, decise di fare una rivolta contro il re e il fratello, ma non ebbe successo.
Amestris fu molto influente anche dopo la morte del marito. Durante il regno di suo figlio Artaserse I (465-424 a.C.), un altro figlio, Achemenes, fu ucciso dai ribelli egiziani. Essi e i loro alleati ateniesi furono sconfitti dal generale Megabyzus, che offrì ai ribelli la possibilità di sopravvivere. Secondo lo storico greco Ctesia (che non è molto affidabile, ma è l'unica fonte), Amestris si arrabbiò perché Megabyzus non aveva punito gli assassini di suo figlio. Inizialmente, Artaserse non permise la sua vendetta, ma dopo cinque anni (449 a.C. circa), gli consegnò il leader egiziano, Inaros. Un frammento di Ctesia tramandato a noi da Fozio ci dice che "Inaros fu impalato su tre pali; una cinquantina di Greci furono decapitati."
Amestri morì più tardi del 440 a.C.
Data la somiglianza dei nomi, e l'identificazione di Assuero con il marito Serse I, è possibile che Amestris sia il Vashti della Bibbia. Robert Dick Wilson, che identificò Assuero come Serse I e Vashti come Amestris, suggerì che sia "Amestris" e "Esther" derivano dalle parole accadiche Ammi-Ishtar o Ummi-Ishtar. Hoschander propose in alternativa Ishtar-udda-sha ("Ishtar è la sua luce"). La Bibbia e il Talmud considerano Esther e Hadassah la stessa persona.